# Mundo de RNP

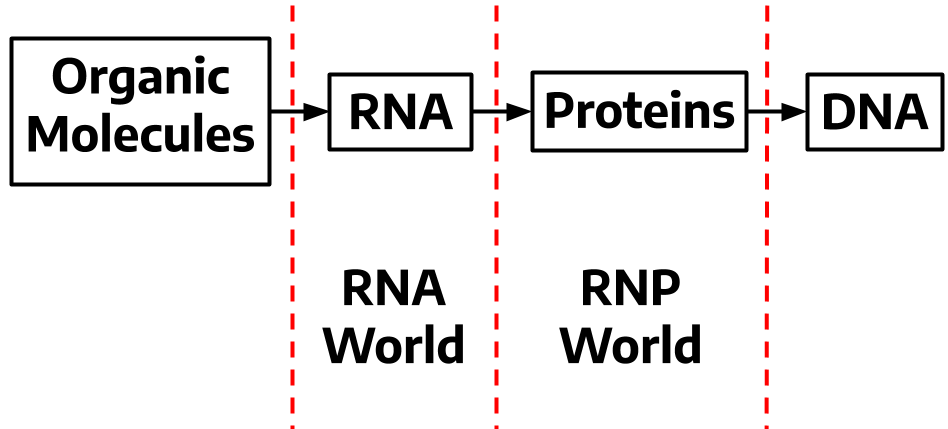
A transição hipotética do RNA para proteínas e para DNA.

O mundo de RNP é um período intermediário hipotético na origem da vida caracterizada pela existência de ribonucleoproteínas.  O período seguiu a hipótese do mundo de RNA e terminou com a formação de DNA e proteínas contemporâneas.  No mundo de RNP, moléculas de ARN começaram a sintetizar peptídeos.  Estes acabariam por se tornar proteínas as quais desde então assumiram a maioria das diversas funções do ARN realizadas anteriormente.  Essa transição abriu caminho para que o ADN substituísse o ARN como o principal armazenamento de informações genéticas, levando à vida como a conhecemos.

## Princípio do conceito
Thomas Cech, em 2009, propôs a existência do mundo de RNP após sua observação de diferenças aparentes na composição de catalisadores nos dois processos mais fundamentais que mantêm e expressam os sistemas genéticos.  Para o ADN, os processos de manutenção, replicação e transcrição são realizados exclusivamente por proteínas polimerases.  No entanto, os processos mARN de expressão gênica via splicing e síntese de proteínas são catalisados por complexos RNP (o spliceossoma e ribossoma).
Essa diferença entre catalisadores de proteínas e ribonucleoproteínas pode ser explicada pela extensão da teoria do mundo de ARN.  As moléculas de ARN mais antigas foram originalmente autocatalisadas através de ribozimas, as quais desenvolvem a assistência de proteínas para formar RNP.  Depois disso, a molécula de ADN mais recente usou apenas os processos de proteína mais eficientes desde o início.  Assim, nosso mundo de ADN atual poderia ter resultado da substituição gradual de máquinas de catálise de RNA por proteínas.  Nessa visão, ribonucleoproteínas e cofatores baseados em nucleotídeos são remanescentes de uma era intermediária, o mundo de RNP.